# خط زمني لتاريخ بوروندي
هذا خط زمني لتاريخ بوروندي يسرد التغيرات القانونية والإقليمية والأحداث السياسية الهامة في بوروندي والدول التي قامت على قامت على أراضيها عبر التاريخ. للقراءة حول خلفية هذه الأحداث انظر تاريخ بوروندي. وانظر أيضاً إلى قائمة ملوك بوروندي وقائمة حكام بوروندي الاستعماريون وقائمة رؤساء بوروندي.

## القرن التاسع عشر
| النسة | التاريخ | الحدث                                                                             |
| ----- | ------- | --------------------------------------------------------------------------------- |
| 1858  |         | المستكشف البريطاني جون هاننج سبيك يقوم بزيارة المنطقة ليصبح أول أووربي يقوم بذلك. |

## القرن العشرين
| السنة | التاريخ   | الحدث |
| ----- | --------- | --- |
| 1903  |           | أصبحت بوروندي تقع تحت سيطرة الإمبراطورية الألمانية.                                                                          |
| 1922  | 20 يوليو  | ضُمت بوروندي ومملكة رواندا إلى عصبة الدول المنتدبة لتصبح رواندا-أوروندي ووقعت تحت حكم بلجيكا.                                 |
| 1962  | 1 يوليو   | نالت بوروندي استقلالها عن بلجيكا.                                                                                            |
| 1965  | 15 يناير  | اغتيال رئيس الوزراء بيير نغنداندوموي على يد رواندي من إثنية التوتسي.                                                         |
| 1966  | 28 نوفمبر | أصبح ميشيل ميكومبيرو أول رئيس في تاريخ البلاد.                                                                               |
| 1972  | 27 أبريل  | اندلاع تمرد أدى إلى وقوع إبادة جماعية بحق الهوتو.                                                                            |
| 1976  | 2 نوفمبر  | تولى جون-باتيست باغازا منصب رئاسة بوورندي في انقلاب لم تُرق فيه الدماء.                                                       |
| 1987  | 3 سبتمبر  | انقلاب بوورندي 1987: أُطيح بجون-باتيست باغازا خلال زيارته لكندا.                                                              |
| 1987  | 2 أكتوبر  | بيير بويويا يتسلم منصب الرئاسة.                                                                                              |
| 1992  | مارس      | بوروندي تعتمد دستوراً جديداً.                                                                                                  |
| 1993  | 2 يونيو   | فوز ملشيور ندادايي من الهوتو في الانتخابات.                                                                                  |
| 1993  | 21 أكتوبر | اغتيال ملشيور ندادايي على يد متطرفين من التوتسي، وقاموا بارتكاب إبادة جماعية أخرى بحق التوتسي وانزلقت البلاد إلى حرب أهلية.  |
| 1994  | 5 فبراير  | تولي سيبريان نتارياميرا لمنصبِ رئاسة الجمهورية.                                                                               |
| 1994  | 6 أبريل   | اغتيال كل من سيبريان نتارياميرا والرئيس الرواندي جوفينال هابياريمانا بعد إسقاط الطائرة التي استقلاها بعد اقترابها من كيغالي. |
| 1994  | 8 أبريل   | عُين سلفستر نتيبانتونغانيا رئيساً مؤقتاً.                                                                                       |
| 1994  | 25 أبريل  | إفشال محاولة انقلاب. |
| 1994  | 30 سبتمبر | انتخاب سلفستر نتيبانتونغانيا رئيساً بعد التوقيع على اتفاقية حكومية جديدة.                                                     |
| 1995  | 11 مارس   | مقتل إرنست كابوشيمي في بوجومبورا.                                                                                            |
| 1996  | 21 يوليو  | متمردون من الهوتو يهاجمون مخيماً للاجئين في البلاد ويقتلون أكثر من ثلاثمئة شخص.                                               |
| 1996  | 25 يوليو  | انقلاب بوروندي 1996: يعود بيير بويويا للسلطة.                                                                                |

## القرن الواحد والعشرون
| السنة | التاريخ  | الحدث |
| ----- | -------- | --- |
| 2004  | مايو     | تأسيس عملية الأمم المتحدة في بوروندي |
| 2005  | 19 أغسطس | انتخاب بيير نكورونزيزا الذي كان المرشح الوحيد في الانتخابات الرئاسية.                                                                                                |
| 2007  | فبراير   | الأمم المتحدة توقف عمليات حفظ السلام في البلاد. |
| 2015  | 25 أبريل | أعلن حزب المجلس الوطني للدفاع عن الديمقراطية – قوات الدفاع عن الديمقراطية الحاكم عن ترشيح بيير نكورونزيزا لفترة رئاسية ثالثة وهو ما أدى إلى دخول البلاد في اضطرابات. |

## مزيد من القراءة
- German Institute of Global and Area Studies; Rolf Hofmeier, eds. (1990). "Burundi". Afrika Jahrbuch 1989 (بالألمانية). Germany: Leske + Budrich. DOI:10.1007/978-3-322-92639-5. OCLC:19093344. Archived from the original on 2020-02-24. Politik, Wirtschaft und Gesellschaft in Afrika südlich der Sahara
- "Burundi". Political Chronology of Africa. Political Chronologies of the World. Europa Publications. 2001. ص. 51+. ISBN:0203409957. مؤرشف من الأصل في 2020-02-24.
- Stef Vandeginste (2013). "Burundi". في Andreas Mehler؛ وآخرون (المحررون). Africa Yearbook: Politics, Economy and Society South of the Sahara in 2012. Koninklijke Brill. ج. 9. ص. 291+. ISSN:1871-2525. مؤرشف من الأصل في 2017-03-15.